# Le Coudray-Macouard
Le Coudray-Macouard è un comune francese di 940 abitanti situato nel dipartimento del Maine e Loira nella regione dei Paesi della Loira.

## Società

### Evoluzione demografica
Abitanti censiti